# Provinciale Grootloge Suriname
De Provinciale Grootloge Suriname is de Surinaamse grootloge in de vrijmetselarij. De loge valt onder de Orde van Vrijmetselaren onder het Grootoosten der Nederlanden. Er zijn drie grootloges buiten Nederland actief die onder de Grootoosten der Nederlanden vallen, te weten in Suriname, het Caribisch gebied en Zimbabwe. De grootloge werd opgericht nadat aan het minimale aantal van drie loges in Suriname was voldaan.

## Geschiedenis
De installatie vond in 1970 plaats door grootmeester prof. dr. Jan Kok. In 1976 kenden de loges in Suriname bij elkaar 140 leden.
Bij de Provinciale Grootloge Suriname zijn de volgende drie loges aangesloten:
- loge nummer 10 : Concordia, Paramaribo (1761)
- loge nummer 238 : De Stanfaste, Paramaribo (1964)
- loge nummer 245 : De Gouden Driehoek, Paramaribo (1968)